# تروسکولازی ولا
تروسکولازی ولا (به لاتین: Truskolasy-Wola) یک منطقهٔ مسکونی در لهستان است که در Gmina Sokoły واقع شده‌است.